# Georges Delhomme
Georges Eugène Delhomme, né à Meaux le 10 février 1904 et mort à Romans-sur-Isère le 28 janvier 1989, est un peintre français.

## Biographie
Cousin par sa grand-tante de Rosa Bonheur, membre du Salon d'automne, il y expose en 1928 les toiles Paysage de Normandie et Nature morte. 
Delhomme travaille pour Lancôme dont il fait partie des fondateurs en 1935 jusqu'en 1964 (date de rachat de l'entreprise par L'Oréal, puis pour Bourjois, Myrurgia et Dior (1967-1968). Il se retire dans la Drôme dans les années 1970.